# Фэн Хун
Фэн Хун (кит. трад. 馮弘, упр. 冯弘, пиньинь Féng Hóng, ум. неизвестно — 438), взрослое имя Вэньту́н (кит. 文通, пиньинь Wéntōng) — последний правитель государства Северная Янь, существовавшего на северо-востоке современного Китая в эпоху «Шестнадцати варварских государств». В качестве главы государства носил титул «небесный князь», получил посмертное имя Чжаочэн (кит. 昭成, пиньинь Zhāochéng).

## Биография

### Жизнь до вступления на престол
Фэн Хэ — дед Фэн Хуна — был этническим китайцем, проживавшем в округе Шандан в эпоху, когда государство Северная Хань (Ранняя Чжао) завоевало эти земли у империи Цзинь. Фэн Ань — отец Фэн Хуна — был генералом у Мужун Юна (последнего правителя государства Западная Янь). Когда в 394 году государство Западная Янь было уничтожено государством Поздняя Янь, семейство Фэн было переселено в старую яньскую столицу Лунчэн, где и вырос Фэн Хун.
В исторических работах первые сведения о Фэн Хуне относятся в 407 году, когда его старший брат Фэн Ба сверг Мужун Си (правителя государства Поздняя Янь) и возвёл на трон Гао Юня; позднее Гао Юнь сделал Фэн Хуна генералом. В 409 году Гао Юнь был убит своими охранниками, и Фэн Ба занял трон сам.
В 410 году Фэн Вани (кузен Фэн Ба) и Фэн Жучэнь (сын другого кузена Фэн Ба), считавшие, что они внесли большой вклад в успех Фэн Ба, и недовольные тем, что им дали должности вне столицы, подняли восстание. Фэн Ба отправил против них Фэн Хуна и генерала Чжан Сина. Восстание было подавлено, а Фэн Вани и Фэн Жучэнь — казнены.
Сведений о дальнейшей жизни Фэн Хуна в период правления Фэн Ба не имеется, но можно предположить, что он, будучи братом правителя, продолжал занимать важные посты. В 430 году Фэн Ба сделал его главой правительства. В том же году Фэн Ба серьёзно заболел, и издал указ о передаче власти своему сыну Фэн И, однако его любимая наложница Сун, действовавшая в интересах собственного сына Фэн Шоуцзюя, сказала Фэн И, что Фэн Ба скоро поправится, и что ему не следует спешить принимать полномочия. Фэн И согласился, и удалился в свой дворец, а Сун издала фальшивый указ от имени Фэн Ба, прерывающий все внешние связи с резиденцией Фэн Ба, которого не дозволялось навещать даже сыновьям; во дворец дозволялось входить лишь стоявшему во главе охраны Ху Фу. Однако Ху Фу был недоволен амбициями Сун и тайно проинформировал о её намерениях Фэн Хуна. Фэн Хун немедленно атаковал дворец и взял его под контроль. Узнав о происходящем, Фэн Ба скончался от потрясения. Фэн Хун сам занял трон и, разгромив войска Фэн И, убил всех сыновей Фэн Ба.

### Небесный князь государства Янь
До восшествия на престол Фэн Хун был женат на госпоже Ван, которая родила ему сыновей Фэн Чуна, Фэн Лана и Фэн Мяо. Заняв трон он, однако, взял в жёны женщину из рода Мужун (ранее правившего государством Янь) и сделал наследником престола её сына Фэн Ванжэня.
Тем временем стремящаяся объединить под своей властью китайские земли империя Северная Вэй в 431 году разделалась с государством Ся и, лишившись угрозы с запада, смогла, наконец, обратить свои взоры на восток, на государство Янь. Осенью 432 года вэйские войска предприняли первое крупное нападение на Янь, захватили много городов и осадили столицу страны город Лунчэн, однако два месяца спустя сняли осаду и удалились, уведя с собой из Северной Янь 30 тысяч семей, которые были переселены в провинцию Ючжоу (занимала территории современной провинции Хэбэй и городов центрального подчинения Пекин и Тяньцзинь).
Когда наступил 433 год, то Фэн Лан и Фэн Мяо, полагая, что Янь находится на грани гибели, а также опасаясь, что новая супруга императора убьёт их, бежали на юг, в удел своего старшего брата Фэн Чуна, который носил титул «Князя Ляоси» (遼西王), и уговорили его перейти на сторону Северной Вэй. Фэн Чун отправил Фэн Мяо к вэйскому двору, а Фэн Хун, узнав о происходящем, отправил против удела в Ляоси генерала Фэн Юя. Весной 433 года вэйский император отправил на помощь Ляоси своего младшего брата Тоба Цзяня с войсками, а Фэн Чуну дал титул «князя Ляоси» и оказал ряд других почестей, надеясь этим побудить и других официальных лиц Янь переходить на сторону Вэй. Войска Тоба Цзяня разгромили войска Фэн Юя.
Весной 434 года Фэн Хун отправил к вэйскому двору посланника с предложением мира, но получил отказ. Три месяца спустя он отправил нового посланника, и предложил также отдать свою дочь в наложницы вэйскому императору, и на этот раз получил согласие — однако, при условии, что в вэйскую столицу Пинчэн будет также отправлен Фэн Ванжэнь. Также Фэн Хун вернул вэйского посланника Хунююй Шимэня, который прибыл в Лунчэн ещё во время правления Фэн Ба и был брошен им в тюрьму.
Позднее, однако, Фэн Хун отказался отправлять Фэн Ванжэня к вэйскому двору, и вэйский император отправил Тоба Цзяня в новый набег на Янь. Весной 435 года Фэн Хун отправил посланника в южнокитайское государство Сун, надеясь получить помощь против Вэй, и признал себя сунским вассалом. Сунский император даровал Фэн Хуну титул «князя Янь», однако никакой реальной помощи не оказал. Вэйские войска тем временем продолжали набеги на государство Янь, которое, фактически, сократилось до размеров столичного города. В этих условиях Фэн Хун принял решение полностью переселить своих людей на территорию союзного государства Когурё.
Весной 436 года Фэн Хун отправил посланника к вэйскому двору, предлагая дань и сообщая о скором прибытии Фэн Ванжэня. Вэйский император не поверил, и вновь отправил в Янь войска, в результате чего вэйские и когурёские войска летом 436 года подошли к яньской столице одновременно. Так как население не очень желало переселяться в Когурё, чиновник Го Шэн открыл ворота и попытался сдать город вэйцам, но те заподозрили ловушку и не пришли на помощь. Фэн Хун убил Го Шэна, а когурёские войска тем временем разграбили город. Фэн Хун поджёг дворец, после чего вместе со своими людьми под охраной когурёских войск отправился на восток. Государство Северная Янь прекратила своё существование.

### Жизнь в Когурё и смерть
Вэй потребовала от когурёского вана Чансухо вернуть Фэн Хуна, но ван отказался. Он приветствовал Фэн Хуна на своей земле как почётного гостя, однако отношения между ними не сложились: Фэн Хун требовал, чтобы к нему относились как к сюзерену, и был возмущён тем, что его титулуют «Лунчэнским князем», а не «небесным князем Янь». Несмотря на трения, когурёсцы поселили людей Фэн Хуна в Пинго. Однако Фэн Хун продолжал считать Когурё вассальным государством, смотрел на когурёсцев свысока, игнорировал когурёские законы и распоряжения вана Чансухо. В 438 году отношения обострились настолько, что Фэн Хун отправил посланника в южнокитайское государство Сун с просьбой о том, чтобы ему разрешили туда прибыть. Сунский император направил в Когурё генерала Ван Байцзюя и приказал когурёскому вану приготовить всё для отправки Фэн Хуна. Не желая отъезда Фэн Хуна, Чансухо отправил людей, которые убили Фэн Хуна и его сыновей; после этого, однако, Чансухо похоронил Фэн Хуна с императорскими почестями. В ответ Ван Байцзюй атаковал когурёские войска, казнившие Фэн Хуна, но Чансухо пленил Ван Байцзюя и отправил его обратно в Сун, требуя, чтобы того там взяли под стражу; требование было выполнено, но через некоторое время генералу дали свободу.